# Lepán
Lepán es una localidad ubicada en el municipio de Tecoh del estado mexicano de Yucatán. Tiene una altitud promedio de 12 m s. n. m. y se localiza al sur de la ciudad capital del estado, la ciudad de Mérida.

## Toponimia
El nombre (Lepán) proviene del idioma maya.

## Demografía
Según el censo de 2005 realizado por el INEGI, la población de la localidad era de 1177 habitantes, de los cuales 602 eran hombres y 575 eran mujeres.
| 319                         | 471 | 459 | 464 | 377 | 450 | 534 | 704 | 811 | 936 | 1007 | 1036 | 1177 |
| (Fuente: INEGI [Consultar]) |     |     |     |     |     |     |     |     |     |      |      |      |

## Galería

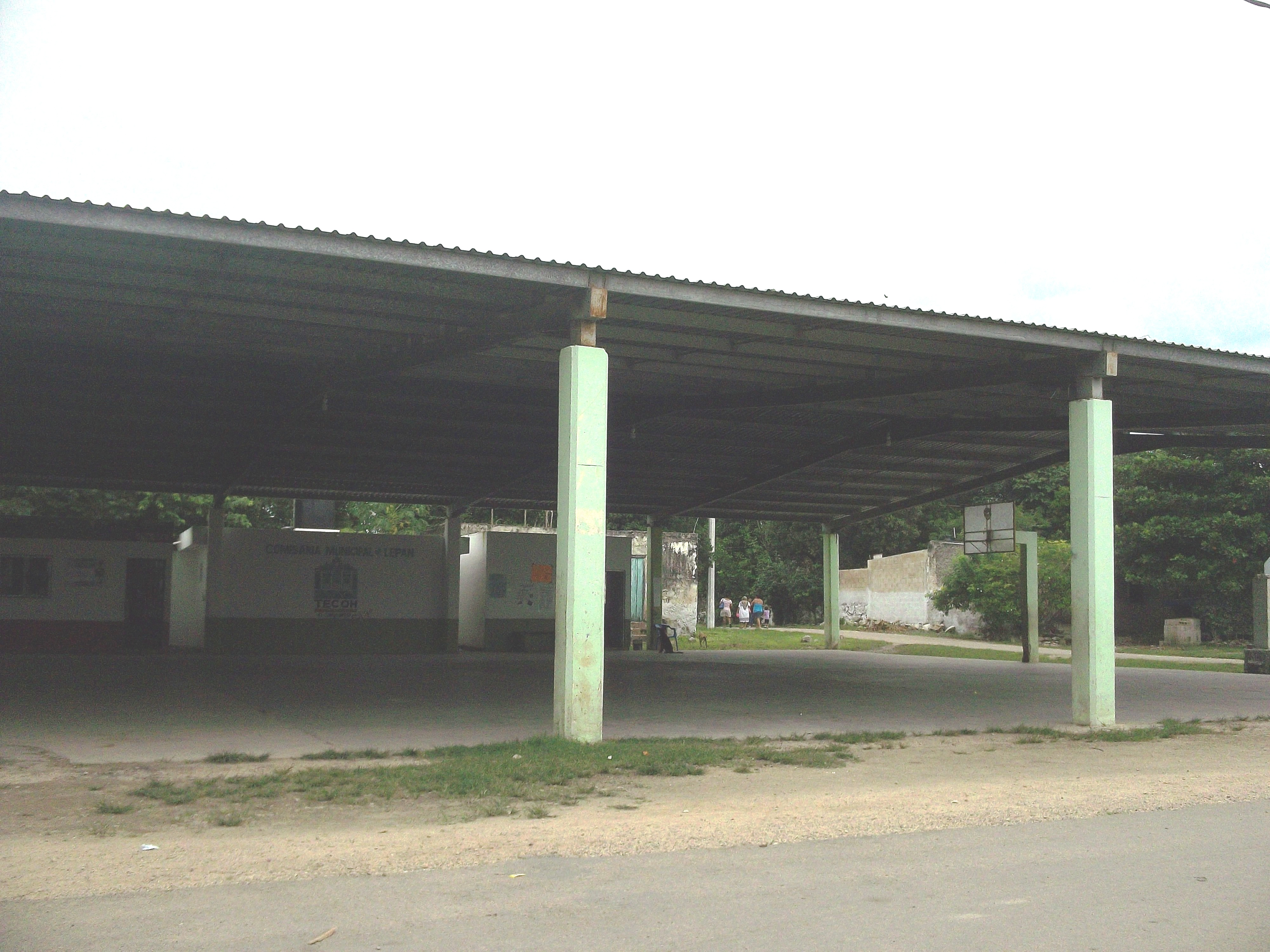
Casa comisarial.
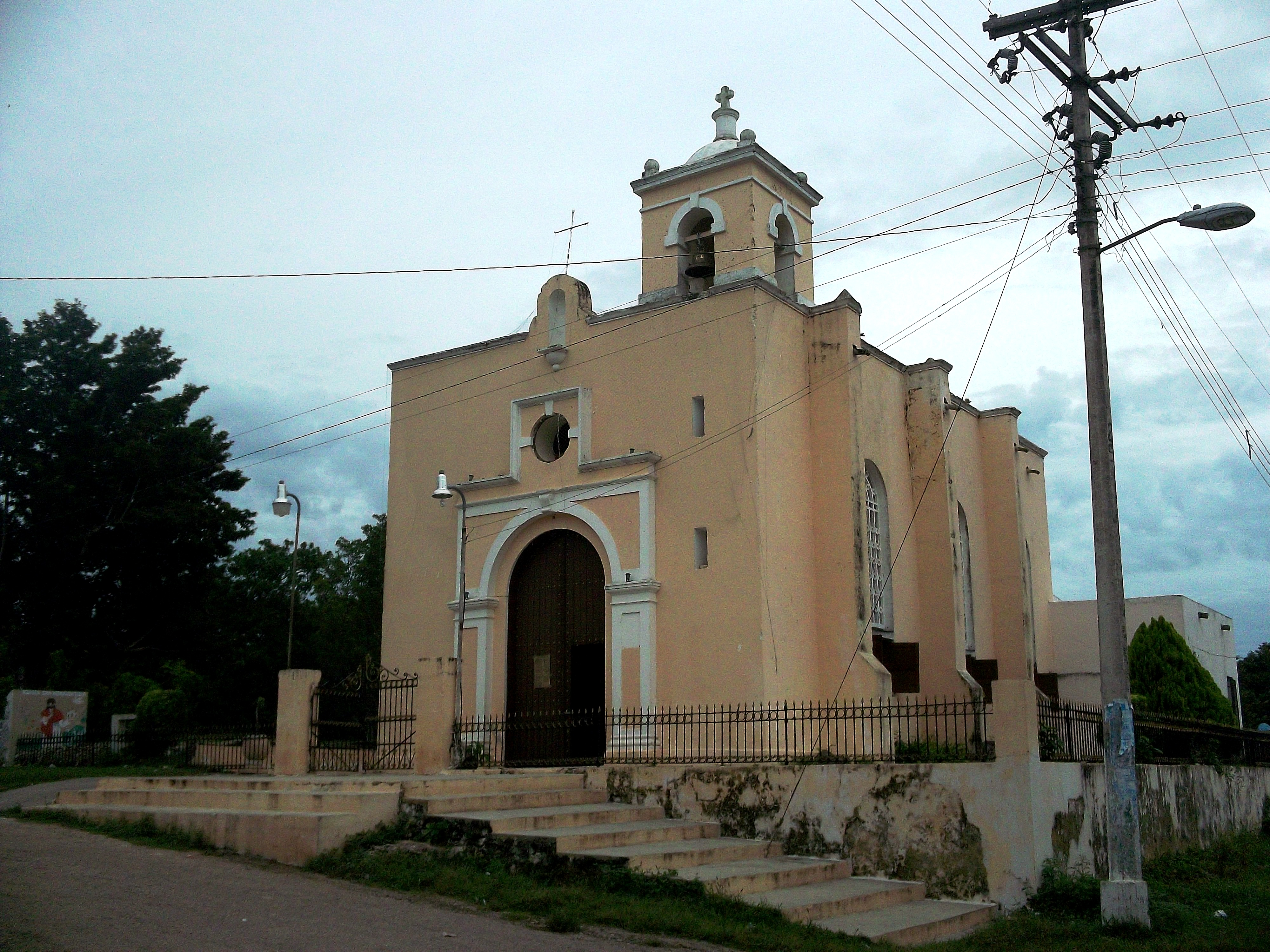
Iglesia.
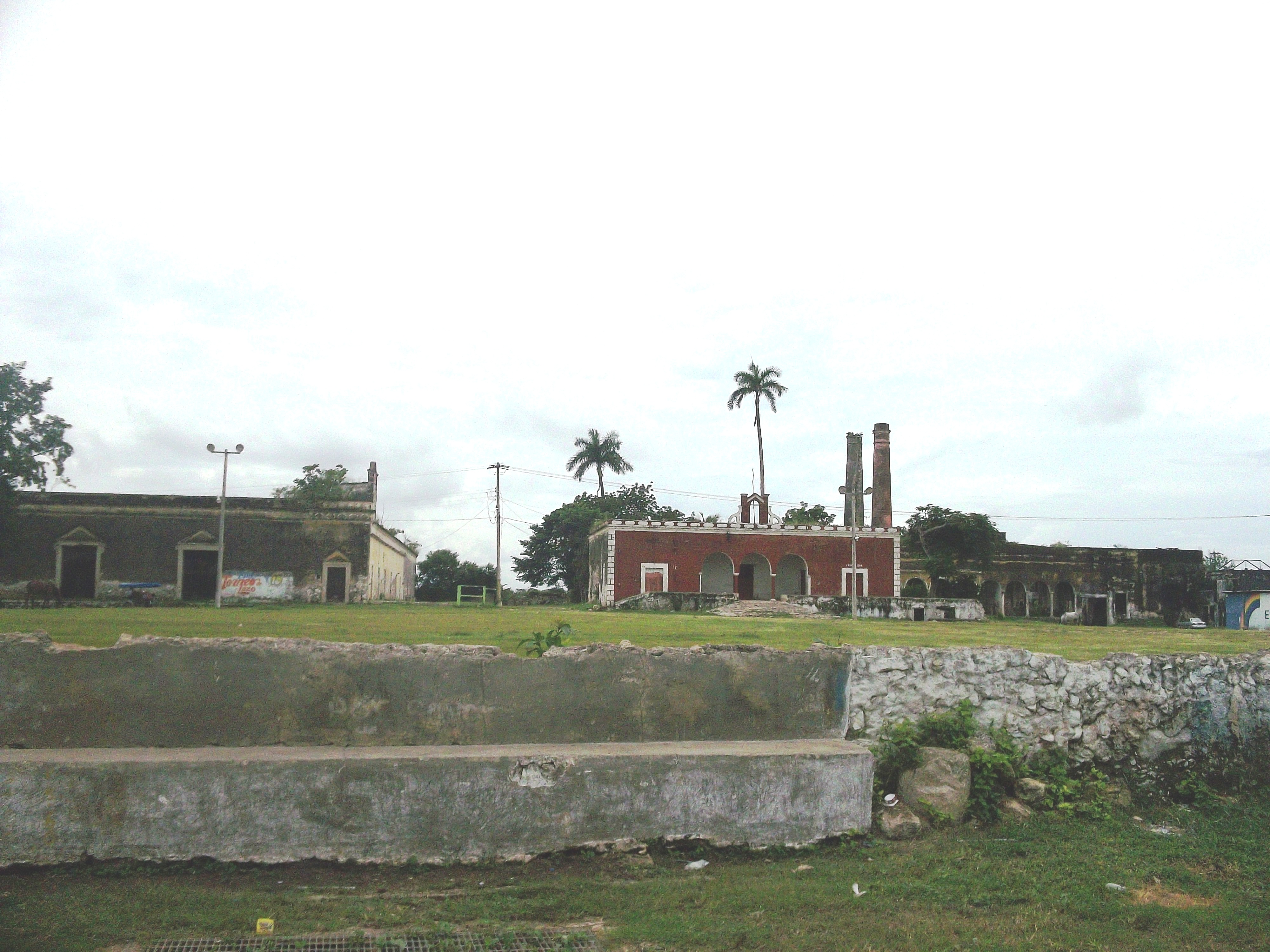
Hacienda.
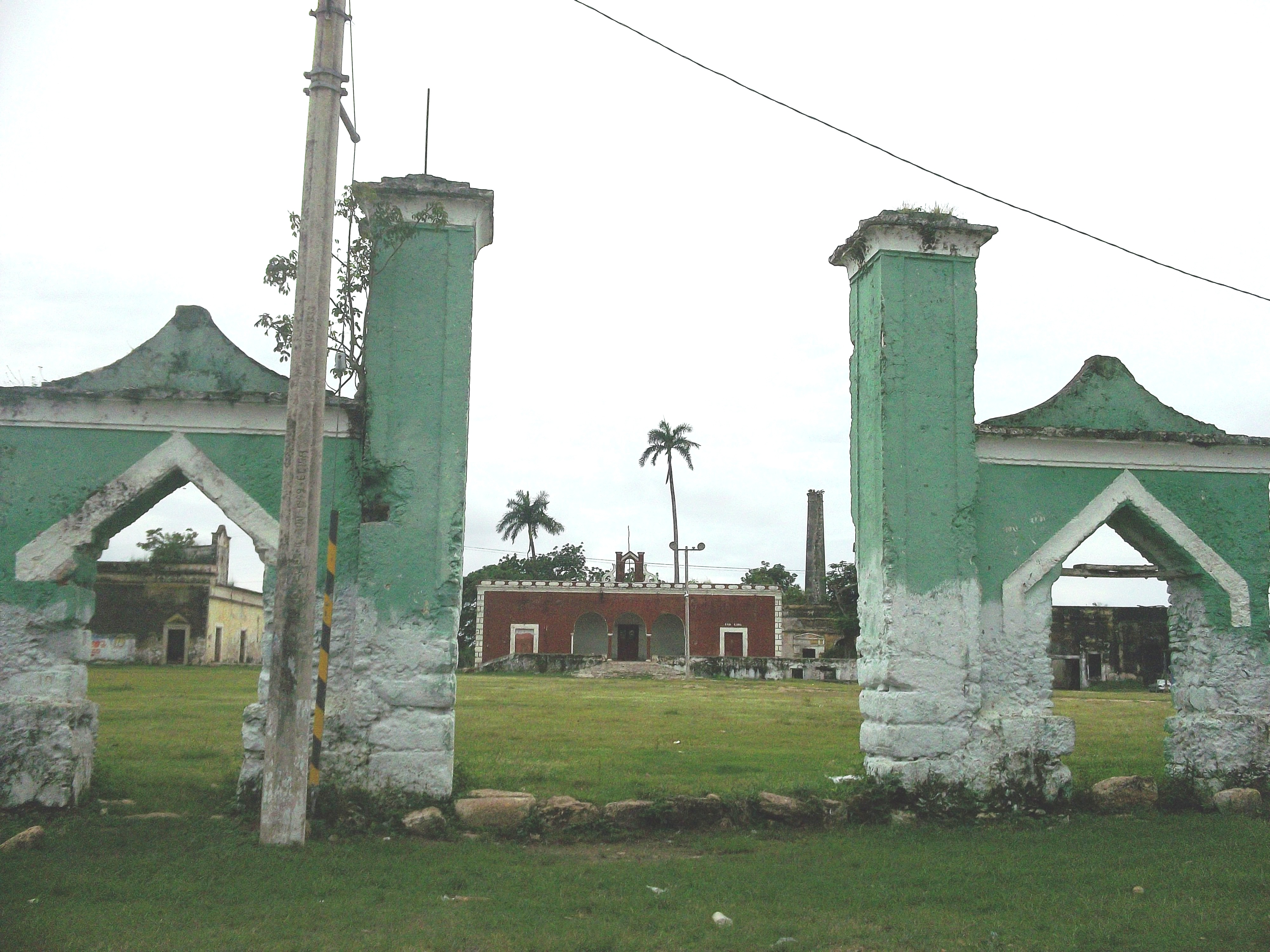
Hacienda.
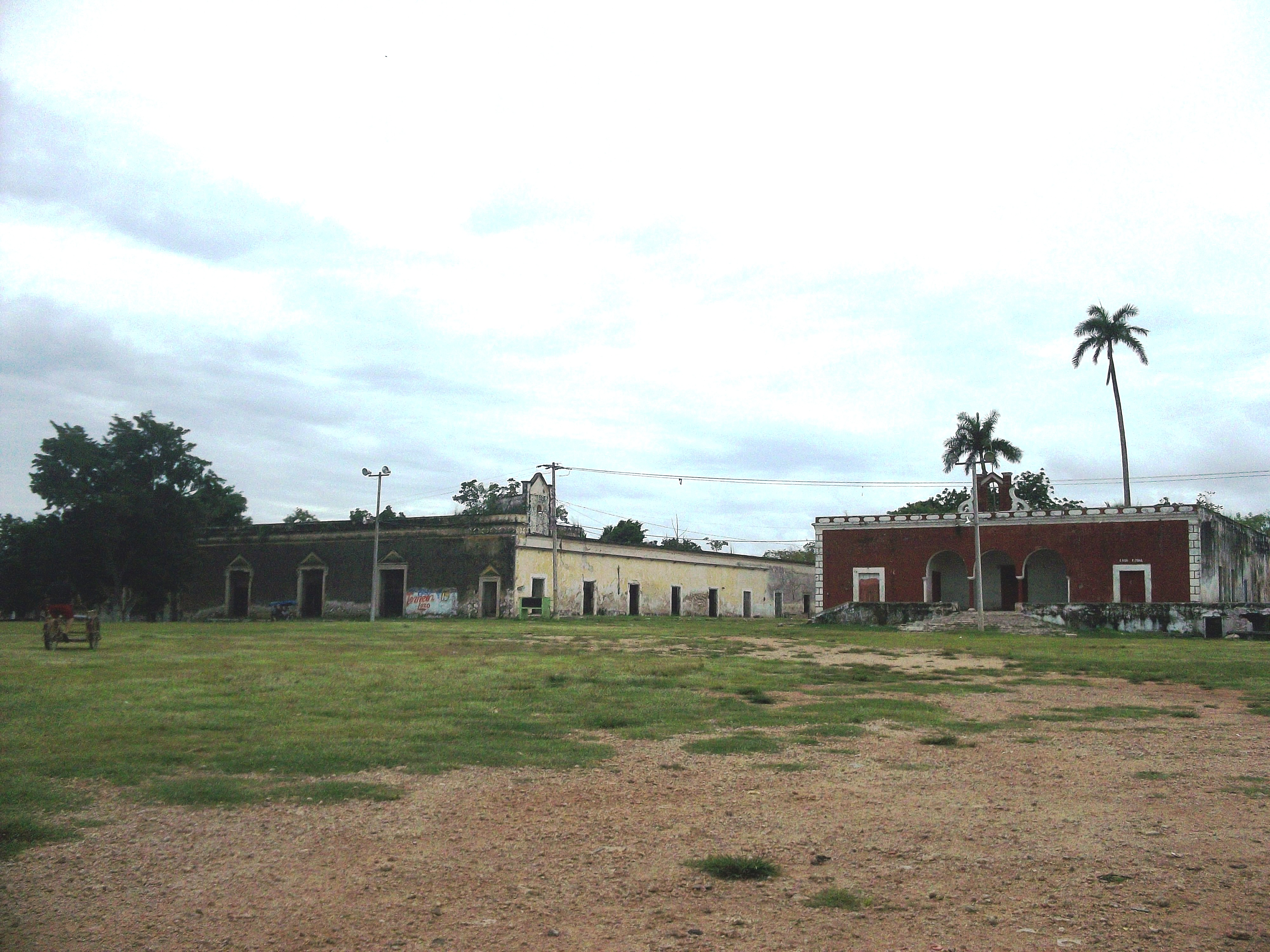
Hacienda.